# Reka, Šentjakob v Rožu
Reka (nemško Mühlbach) je naselje v Občini Šentjakob v Rožu v Okraju Beljak-dežela na Koroškem v Avstriji.